# Hypenetes critesi
Hypenetes critesi är en tvåvingeart som beskrevs av Artigas 1970. Hypenetes critesi ingår i släktet Hypenetes och familjen rovflugor. Inga underarter finns listade i Catalogue of Life.